# Xenophyophore
Xenophyophorer er flerkernede encellede organismer som findes jorden rundt på verdenshavenes havbund, på dybder mellem 500 og 10.600 meter.
Xenophyophorer er en slags foraminifer, der udvinder mineraler fra deres omgivelser og anvender dem til deres exoskelet, kendt som en test.
Xenophyophorer blev først beskrevet af Henry Bowman Brady i 1883. Xenophyophorer er meget udbredt på dybhavssletter, og er i nogle områder den dominerende art. Fjorten slægter og omkring 60 arter er blevet beskrevet - og de varierer meget i størrelse.
Den største Xenophyophor er Syringammina fragilissima og den er blandt de største kendte coenocyter med størrelser på op til 20 cm i diameter.

## Beskrivelse
Xenophyophorer er vigtige for dybhavet, da de er fundet i alle fire verdenshavsbassiner. Men meget lidt er kendt om deres biologiske og økologiske rolle i dybhavets økosystemer.
Xenophyophorer ser ud til at være encellede, men har mange cellekerner.
Xenophyophorer former skrøbelige og omfattende tests (skaller lavet af fremmede mineralpartikler limet sammen med organiske cementer) som varierer i størrelser fra nogle få millimeter til 20 centimeter.